# 唐代海东藩阀志存
《唐代海东藩阀志存》是一部专门记述古代高句丽、百济遗民的最初研究，由清末金石学家罗振玉撰写。线装一册民国26年（1937年）出版，石印本。
罗振玉在洛阳北邙山一带发掘面世的高句丽遗民泉男生、泉男产、泉献诚、高慈、高震、泉毖，以及百济遗民扶余隆的墓志铭，编成本书。对诸墓志铭一一跋证考辨，其看法，至今仍为广泛信从。